# Coniophanes schmidti
Coniophanes schmidti (тьмяна чорносмуга змія) — вид змій родини полозових (Colubridae). Мешкає в Мексиці і Центральній Америці.

## Поширення і екологія
Тьмяні чорносмугі змії мешкають на півострові Юкатан в мексиканських штатах Юкатан, Кампече і Кінтана-Роо, в Белізі і гватемальському департаменті Петен, а також на північному сході Чіапаса. Вони живуть у вологих і сухих тропічних лісах, на берегах водойм, на висоті до 300 м над рівнем моря. Ведіть нічний, наземний спосіб життя.